# Mật mã gốc
Mật mã gốc (tiếng Anh: Source Code) là một bộ phim hành động khoa học viễn tưởng của Mỹ sản xuất năm 2011, đạo diễn bởi Duncan Jones, kịch bản viết bởi Ben Ripley, với sự tham gia diễn xuất của Jake Gyllenhaal, Michelle Monaghan, Vera Farmiga, và Jeffrey Wright.
Mật mã gốc được các nhà phê bình đánh giá cao. Là một bộ phim thành công về lợi nhuận, thu về 147 triệu đôla trên toàn thế giới.

## Nội dung
Nhân vật chính của phim là Đại úy Colter Stevens (Jake Gyllenhaal) chợt tỉnh dậy trong một chuyến xe lửa tốc hành chạy vào thành phố Chicago trong một cơ thể hoàn toàn xa lạ. Trước đó, anh nhớ mình vẫn đang ở chiến trường Afghanistan. Trên tàu, anh gặp cô gái trẻ xinh đẹp Christina (Michelle Monaghan) và biết được tên người đàn ông mà mình thâm nhập vào cơ thể là Sean. Trong vòng 8 phút sau đó, một quả bom được cất giấu trên tàu phát nổ và giết chết tất cả hành khách. Sau đó, Stevens khám phá ra rằng mình là một phần của nhiệm vụ truy tìm kẻ đánh bom đoàn tàu này.
Stevens tham gia một cuộc thử nghiệm của chính phủ, gọi là "Source Code". Chương trình này cho phép đưa người trở lại hiện trường xảy ra một biến cố quan trọng nào đó để dựng lại những dữ kiện, giúp nhà chức trách lùng bắt thủ phạm của những vụ khủng bố hàng loạt. Được đưa vào một thực tại giả lập những phút cuối cùng của chuyến tàu trước khi quả bom phát nổ, Stevens chỉ có 8 phút để tìm ra kẻ khủng bố trên tàu, trước khi bị đẩy lại về phòng thí nghiệm. Thủ phạm có thể là bất kỳ ai trên các toa xe. Thời gian mỗi lúc một cạn kiệt, một vụ khủng bố khác sắp diễn ra trong thành phố và sẽ làm hàng nghìn người vô tội thiệt mạng. Khi sự việc không diễn ra như kế hoạch, Stevens buộc phải làm trái với chỉ thị của cấp trên.
Stevens đột nhiên tỉnh dậy trong căn phòng thiếu ánh sáng. Giao tiếp qua màn hình video, Đại úy Không quân Colleen Goodwin xác minh danh tính của Stevens và nói với anh về nhiệm vụ tìm kẻ đánh bom đoàn tàu trước khi đưa anh trở lại thời điểm anh tỉnh dậy trên tàu. Tin rằng mình đang bị thử nghiệm trong một cuộc mô phỏng, Stevens tìm thấy quả bom trên một lỗ thông gió bên trong nhà vệ sinh nhưng không thể xác định được kẻ đánh bom. Vẫn nghĩ rằng mình đang trong một cuộc mô phỏng, Stevens để quả bom lại chỗ cũ và quay lại cabin chính trước khi đoàn tàu nổ tung lần nữa.
Stevens lại tỉnh dậy trong căn phòng tối và sau khi yêu cầu được nghe tóm tắt mọi chuyện, anh biết rằng vụ nổ đoàn tàu thực sự đã xảy ra và đó chỉ là vụ đánh bom đầu tiên trong một loạt vụ bị tình nghi. Anh lại được gửi trở lại tám phút trước vụ nổ để nhận dạng kẻ đánh bom. Lần này, anh xuống tàu (cùng Christina) để theo dõi một nghi phạm. Tuy nhiên Stevens đã nghi ngờ nhầm người, đoàn tàu vẫn phát nổ ở phía xa, và anh bị một đoàn tàu khác chạy qua cán chết sau khi ngã xuống đường ray.
Nguồn điện của căn phòng tối bị trục trặc khi Stevens tỉnh lại. Anh tuyên bố đã cứu được Christina, nhưng Tiến sĩ Rutledge nói với anh rằng cô ta chỉ được cứu bên trong "Source Code". Rutledge giải thích rằng Source Code là một cỗ máy thử nghiệm tái tạo quá khứ bằng cách sử dụng ký ức tập hợp còn sót lại của những hành khách đã chết trong tám phút trước khi họ chết. Do đó, điều quan trọng duy nhất là tìm ra kẻ đánh bom để ngăn chặn vụ khủng bố thứ hai sắp diễn ra ở Chicago.
Stevens biết rằng anh đã được báo cáo là đã tử trận hai tháng trước. Anh hỏi Goodwin, người tiết lộ rằng anh đã mất hầu hết cơ thể, đang được hỗ trợ sự sống và được kết nối với các cảm biến thần kinh. Cơ thể khỏe mạnh của anh là "biểu hiện" do tâm trí anh tạo ra để hiểu được môi trường. Stevens tức giận vì đang bị giam cầm cưỡng bức. Rutledge đề nghị sẽ trợ tử anh sau nhiệm vụ, và anh đã chấp nhận.
Sau nhiều lần cố gắng, bao gồm cả việc bị nhân viên an ninh trên tàu bắt giữ vì cố lấy vũ khí, Stevens xác định kẻ đánh bom thông qua một chiếc ví bị rơi là tên khủng bố trong nước Derek Frost. Anh ghi nhớ giấy phép lái xe và biển số xe của Frost, và phát hiện ra một quả bom bẩn tự chế bên trong chiếc xe van của Frost; Christina đi theo anh, và Frost bắn chết cả hai.
Bên ngoài Source Code, Stevens đưa thông tin cho Goodwin, giúp cảnh sát bắt giữ Frost và ngăn chặn vụ đánh bom thứ hai. Anh được chúc mừng vì đã hoàn thành nhiệm vụ. Rutledge bí mật từ bỏ thỏa thuận để Stevens chết, vì anh vẫn là ứng cử viên duy nhất có thể vào Source Code.
Cảm thông hơn với hoàn cảnh của Stevens, Goodwin gửi anh trở lại lần cuối và hứa sẽ ngắt hỗ trợ sự sống của anh sau tám phút. Lần này, anh đề nghị hẹn hò với Christina, vô hiệu hóa quả bom, bắt giữ Frost và báo cảnh sát. Anh gọi điện cho bố mình dưới danh nghĩa là một người lính đồng đội và làm hòa với ông, rồi gửi một tin nhắn cho Goodwin. Sau tám phút, Goodwin ngắt hỗ trợ sự sống của Stevens.
Khi thế giới xung quanh Stevens tiếp tục tiến triển vượt quá tám phút, anh xác nhận nghi ngờ của mình rằng Source Code không chỉ là một mô phỏng, mà đúng hơn là một cỗ máy cho phép anh tạo ra các dòng thời gian khác. Anh và Christina rời khỏi tàu và đi hẹn hò. Trong cùng một thực tại, Goodwin nhận được tin nhắn của Stevens. Anh nói với cô về khả năng thực sự của Source Code và yêu cầu cô giúp đỡ phiên bản thực tại khác của anh.

## Các diễn viên tham gia
- Jake Gyllenhaal vai Đại úy Colter Stevens
- Michelle Monaghan vai Christina Warren
- Vera Farmiga vai Đại úy Colleen Goodwin
- Jeffrey Wright vai Tiến sĩ Rutledge
- Michael Arden vai Derek Frost
- Russell Peters vai Max Denoff
- Scott Bakula vai Donald Stevens, bố của Colter
- Frédérick De Grandpré	vai Sean Fentress
- Cas Anvar vai Hazmi